# Éducation de la Vierge

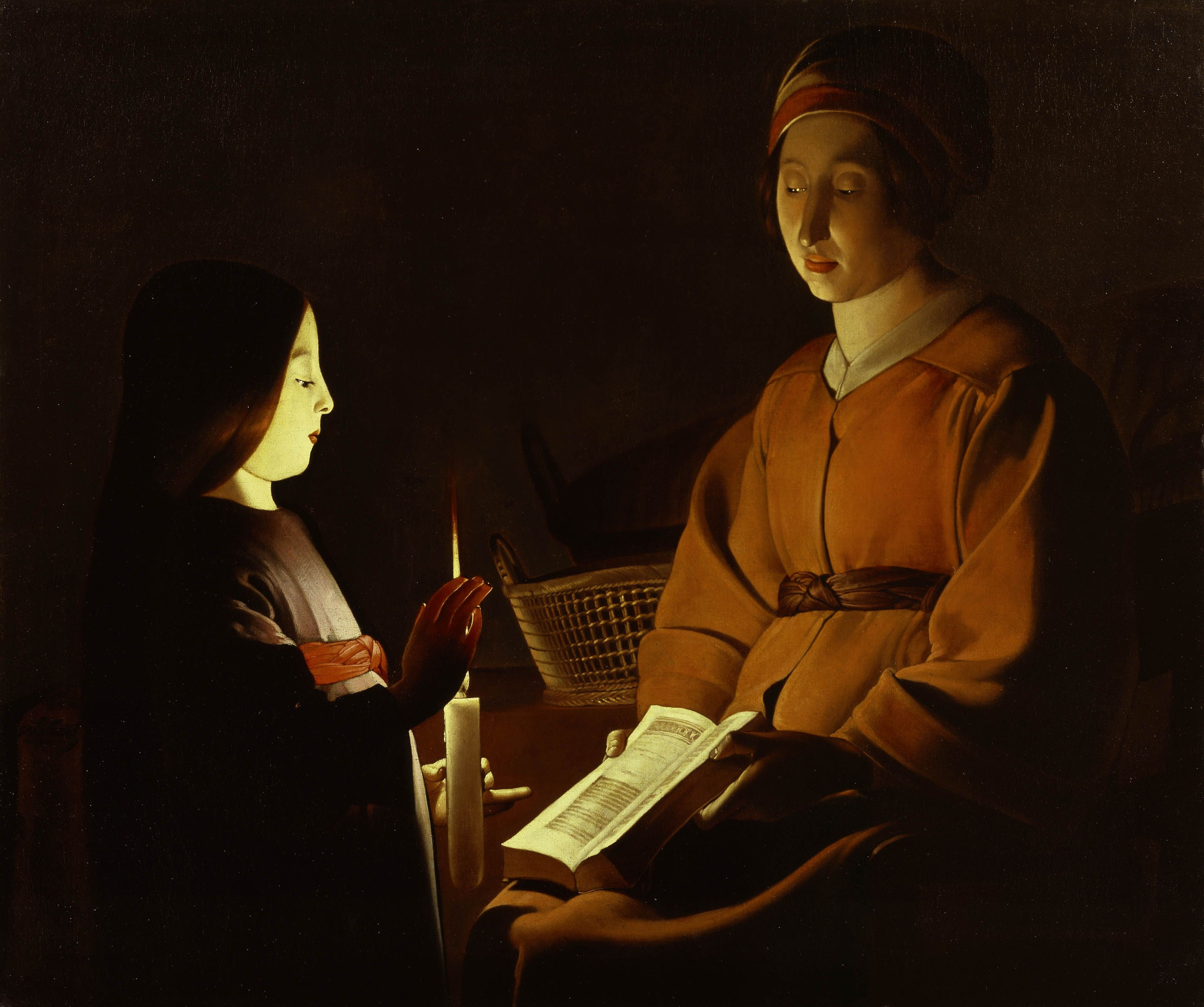
L'Éducation de la Vierge par Georges de La Tour (v. 1650), The Frick Collection.

L'éducation de la Vierge est un thème de l'iconographie chrétienne qui apparaît au Moyen Âge mais se développe surtout à partir du XVIIe siècle, à la suite du concile de Trente (1545-1563). Il met en scène Marie apprenant à lire sous la direction de sa mère, Anne. Plus rarement, Anne enseigne la couture ou le tissage à sa fille. Joachim, le père de Marie, est parfois présent.
De nombreux peintres et sculpteurs ont illustré ce thème : Diego Vélasquez, Georges de La Tour, Guido Reni, Pierre Paul Rubens, Michaelina Wautier, Eugène Delacroix, Dante Gabriel Rossetti...

## Histoire
Le Nouveau Testament ne dit rien des parents de Marie. Le premier document à les mentionner est le Protévangile de Jacques, un apocryphe du IIe siècle. C'est ce texte qui indique leurs prénoms (Anne et  Joachim) et forme le point de départ de multiples traditions mariologiques.
Cependant, François Bœspflug note que l'éducation de Marie ne figure pas dans les apocryphes car « ceux-ci indiquent que Marie quitte ses parents à l’âge de trois ans pour être consacrée à Dieu – nulle source n’indique qu’Anne aurait été l’institutrice de sa fille ». 
La présence de ce thème dans l’iconographie chrétienne est tardive, vers la fin du Moyen Âge (exception faite de l'Angleterre, où il apparaît plus tôt), et ne se répand qu'à partir du XVIe siècle quand Anne devient une sainte populaire. L'éducation de Marie devient alors un sujet majeur dans l'art de la Contre-Réforme, en particulier dans les retables et la statuaire.

## Galerie

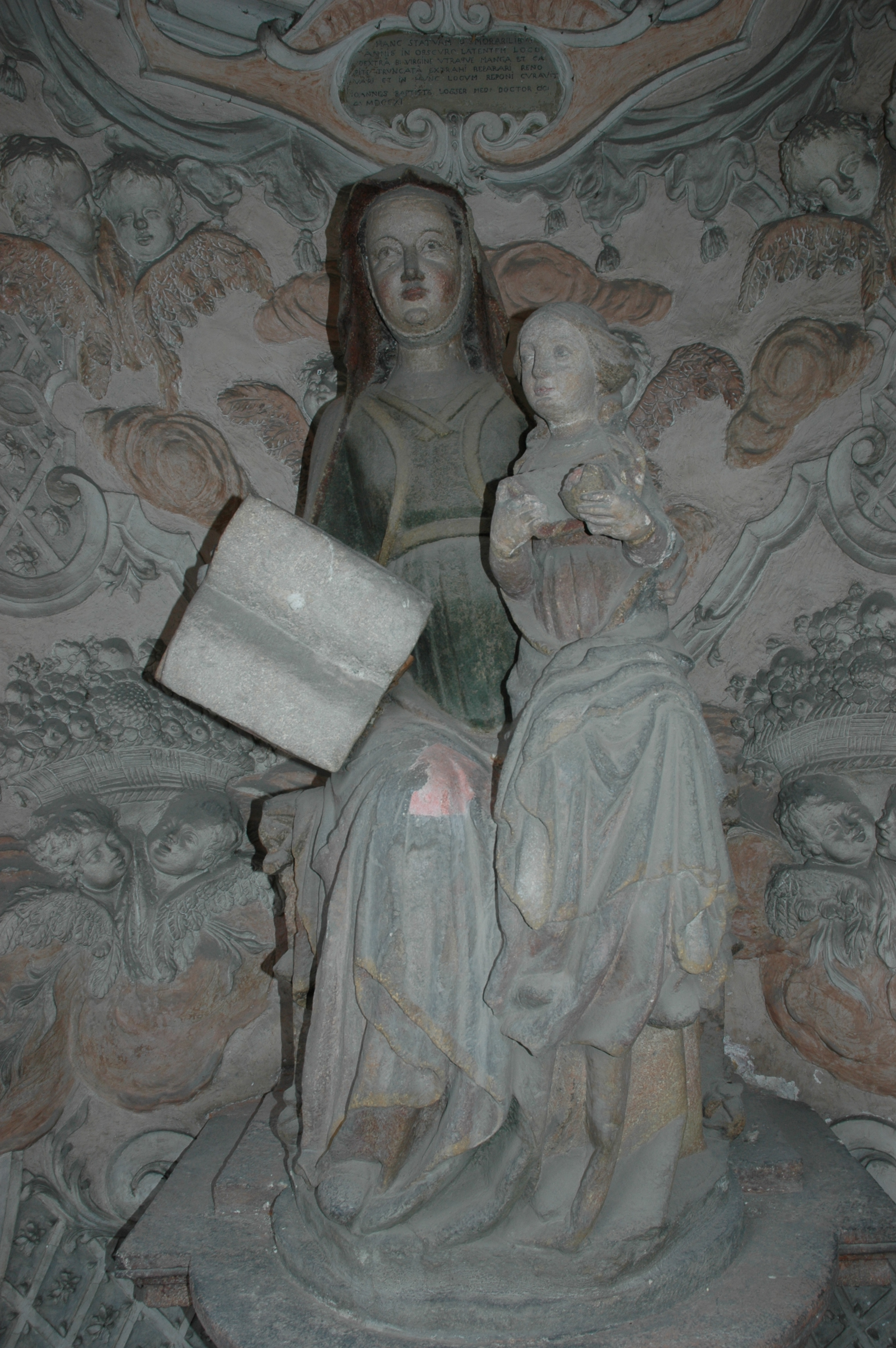
Basse-Autriche, XIVe siècle.
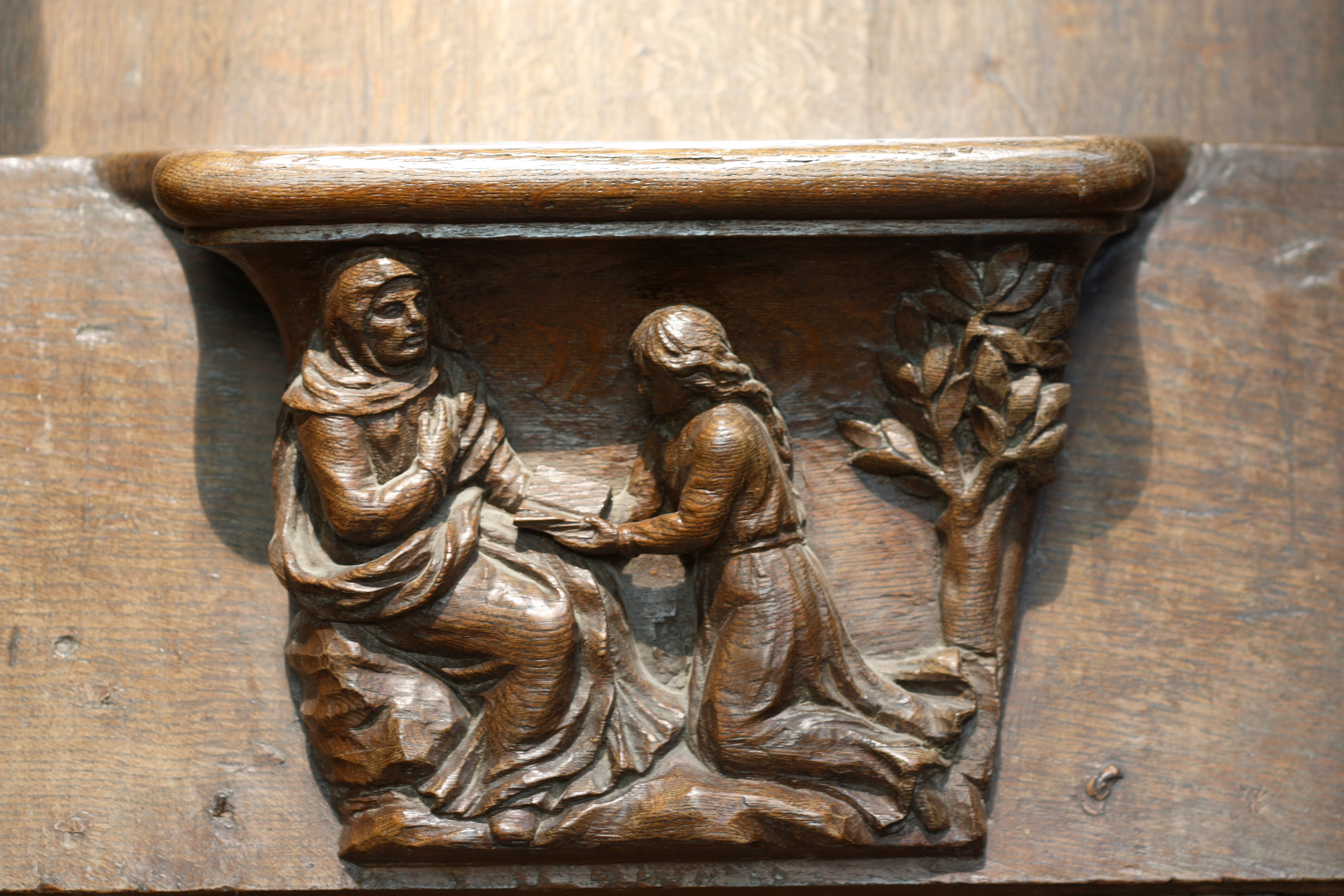
Stalle de l'église de Saint-Sulpice-de-Favières, XIVe – XVe siècle.
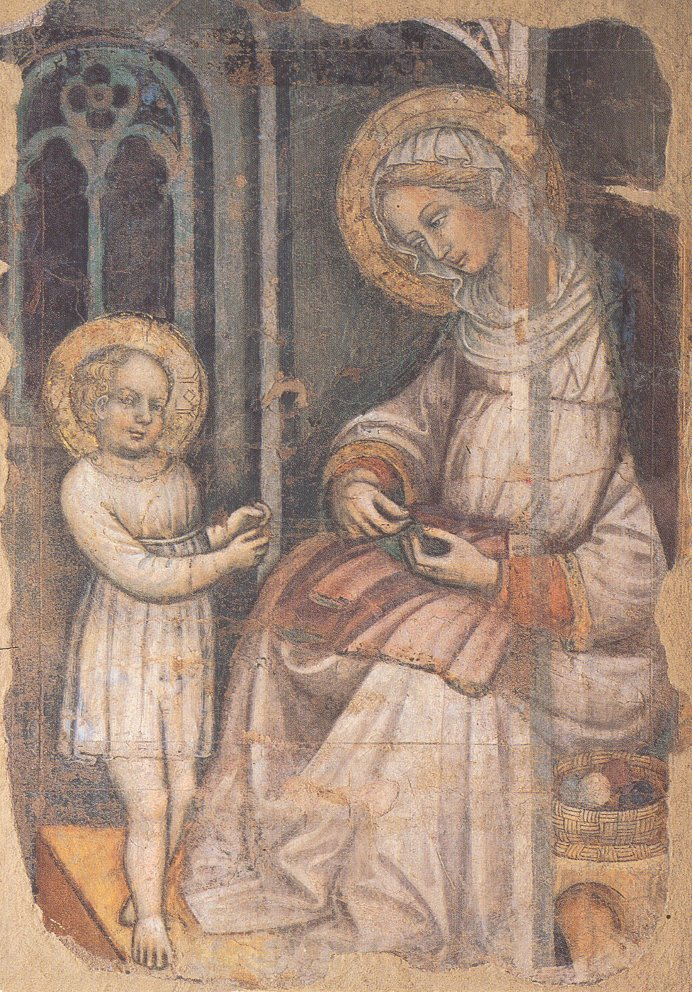
Fresque du Maestro del Bambino Vispo (XVe siècle), Florence.
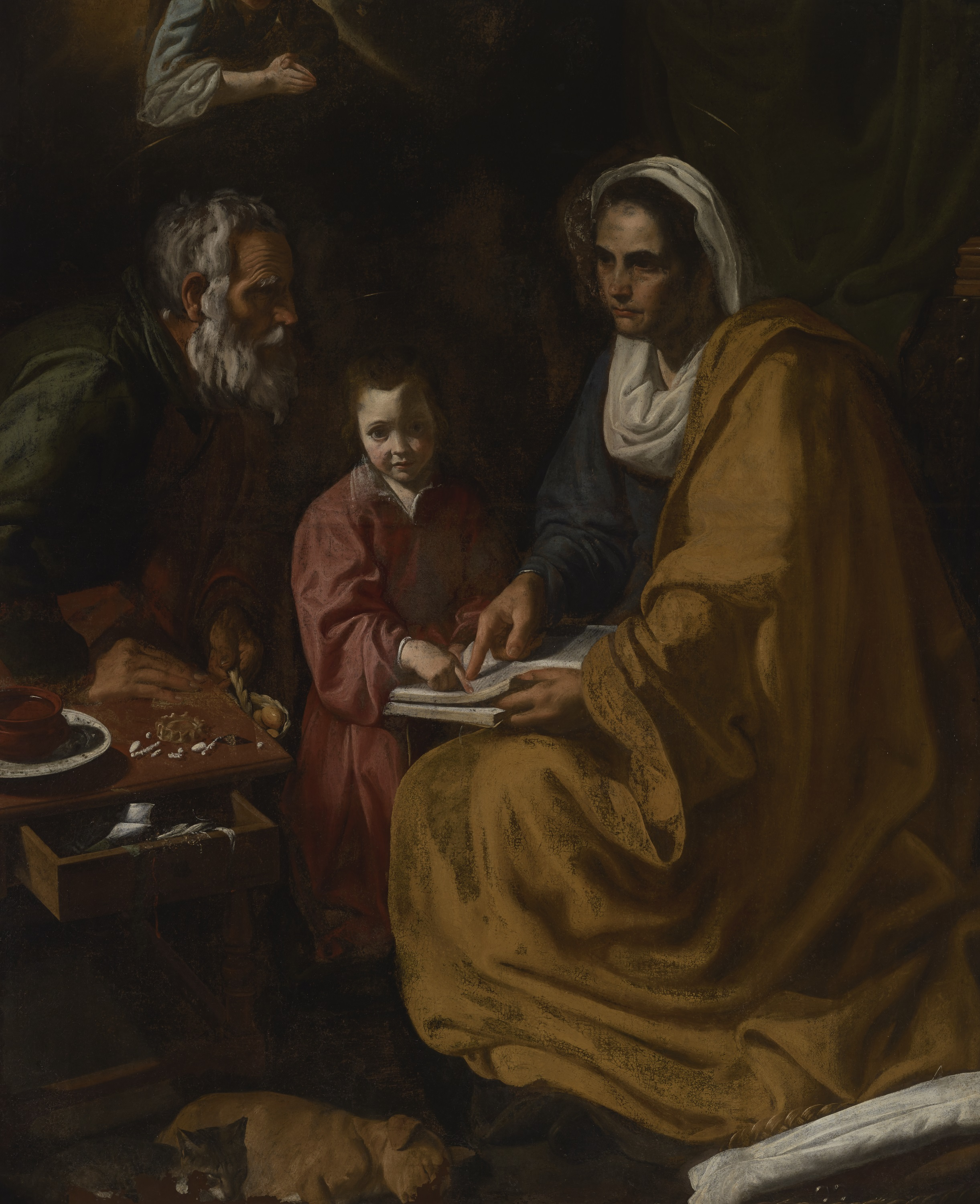
L'Éducation de la Vierge, par Vélasquez, 1617.
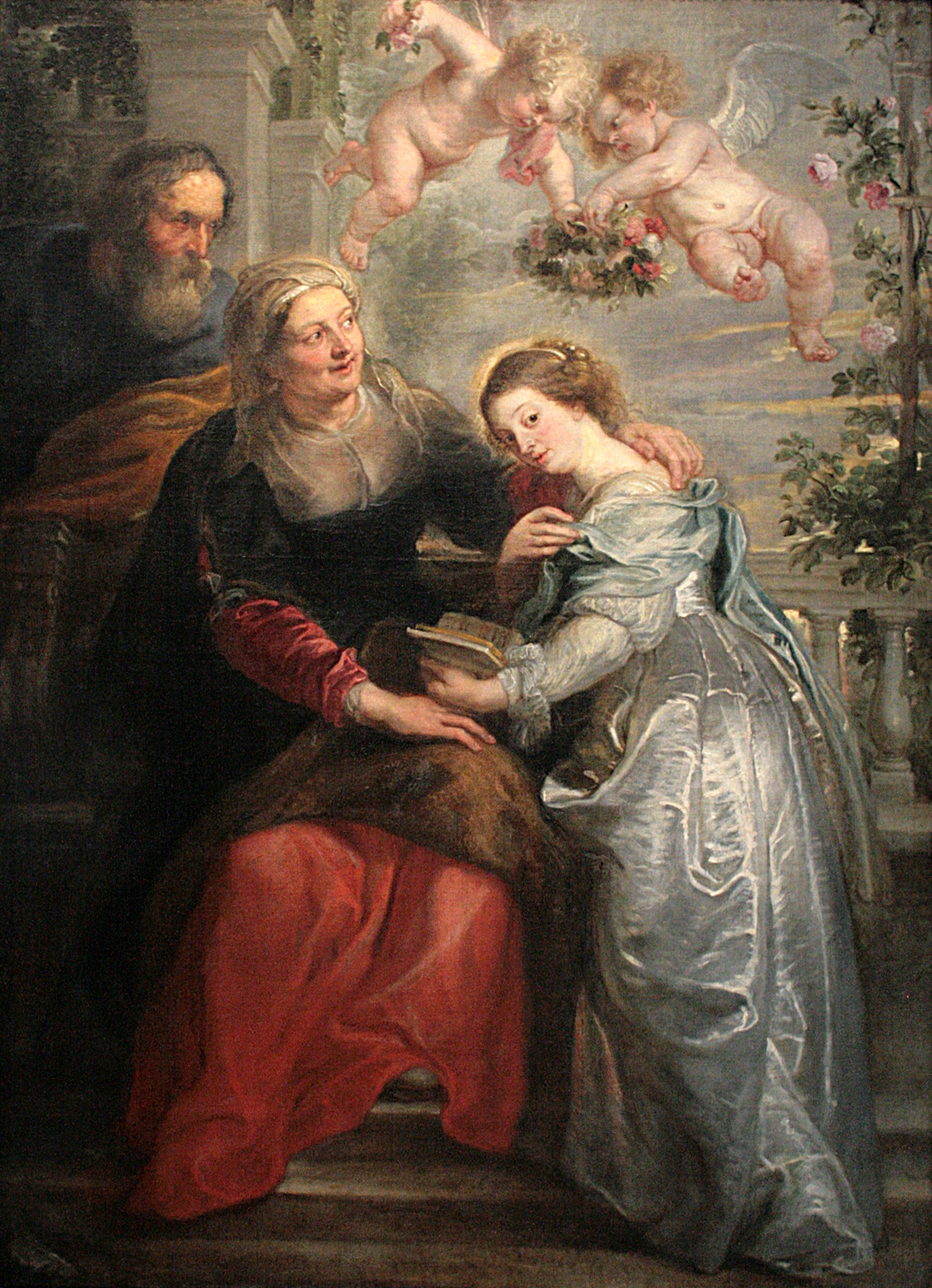
Pierre Paul Rubens, v. 1630.
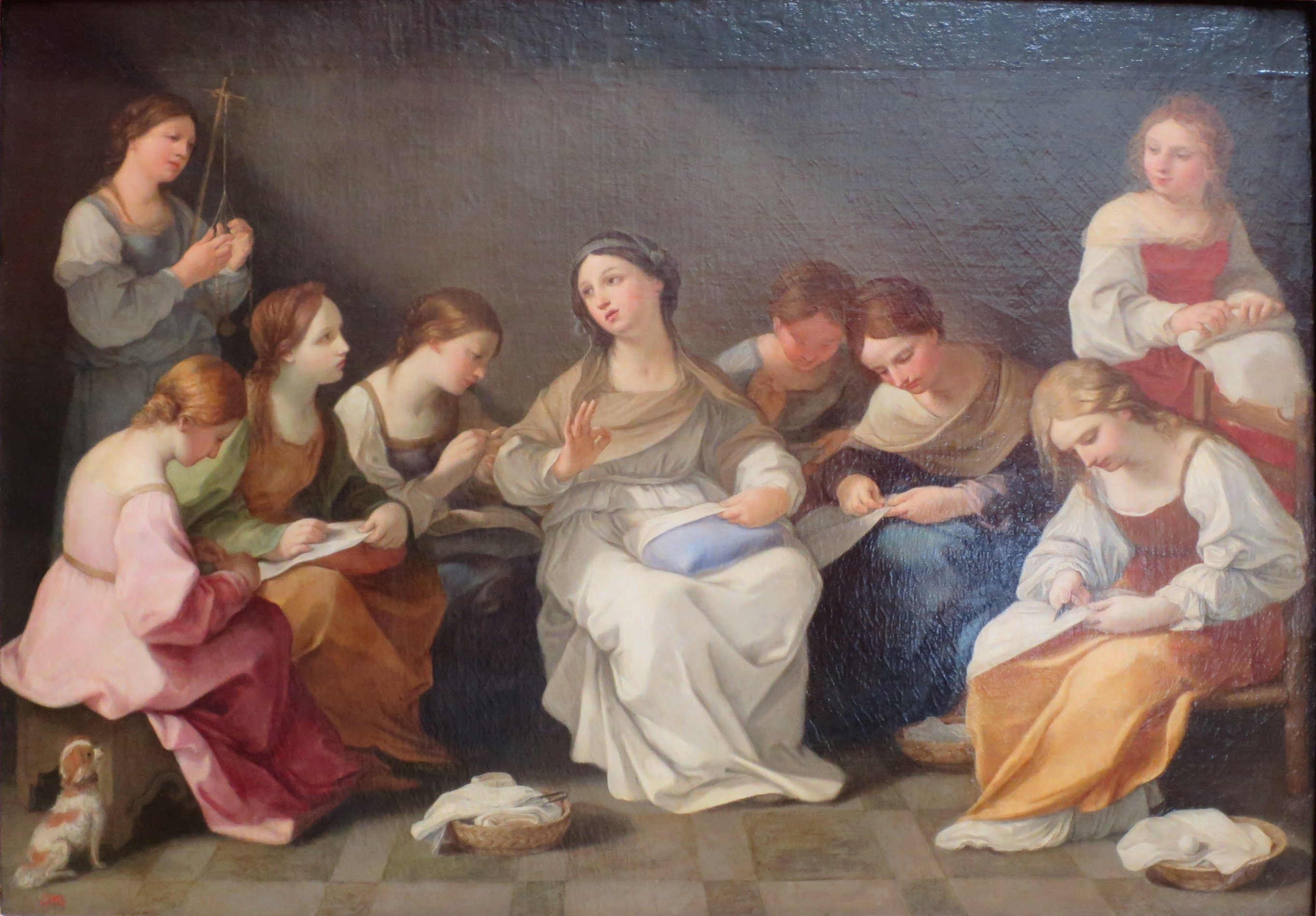
Guido Reni, v. 1640.
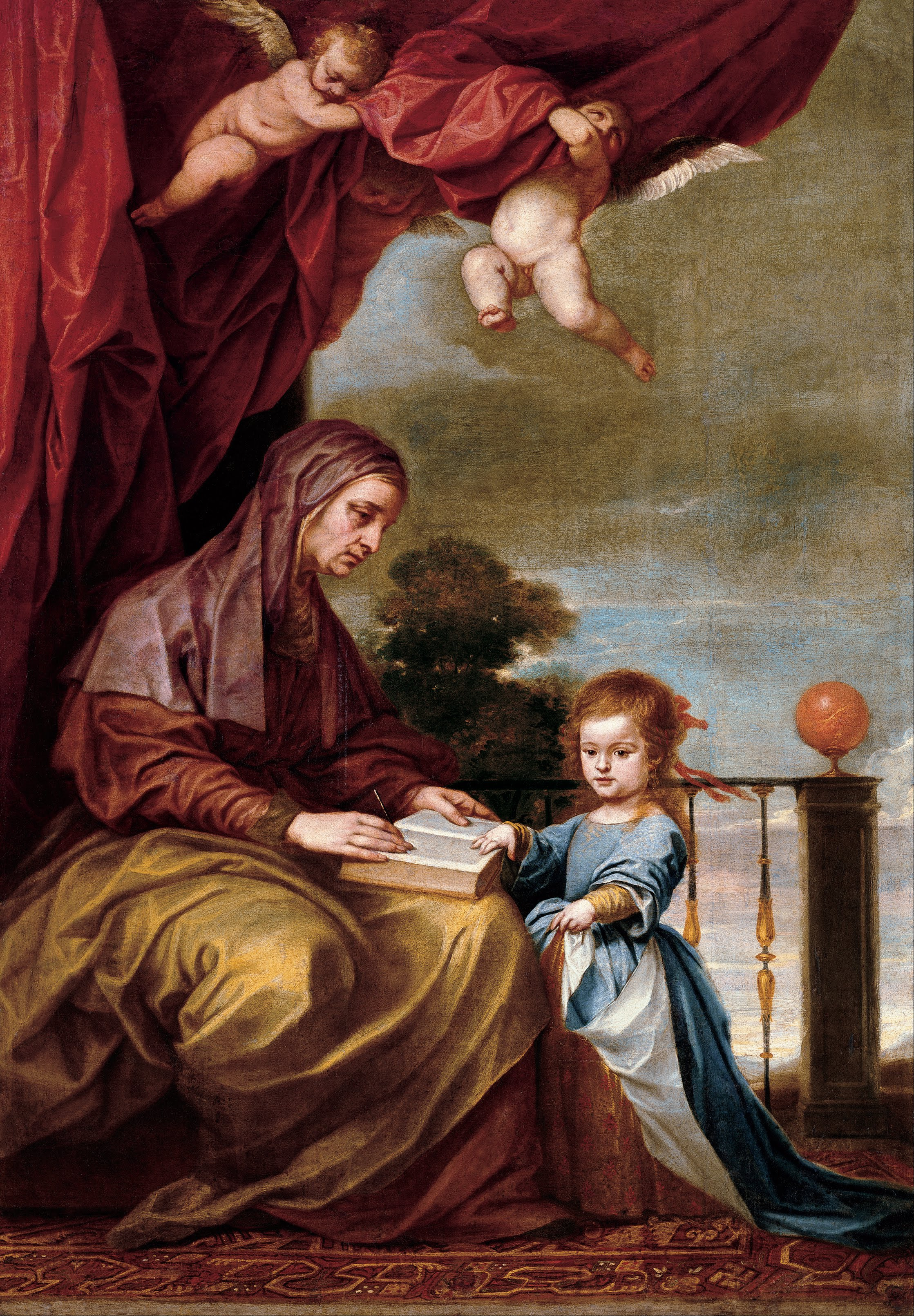
Alonso Cano, v. 1644
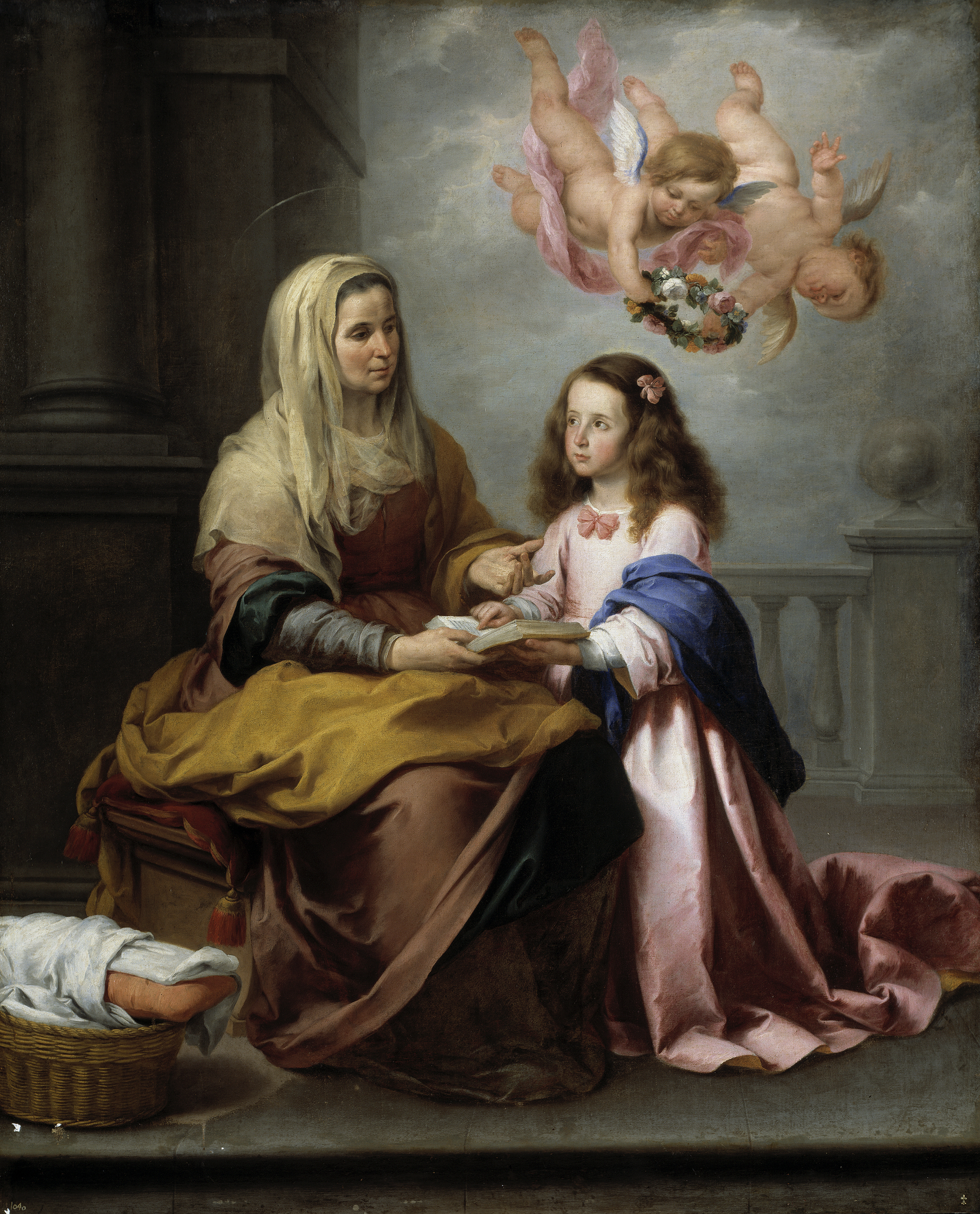
Murillo, 1655.
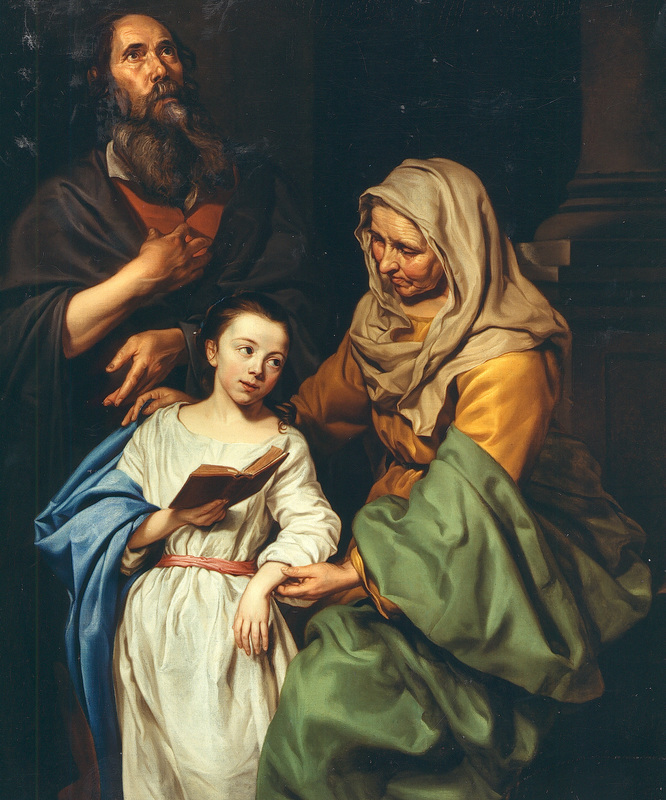
Michaelina Wautier, 1656.
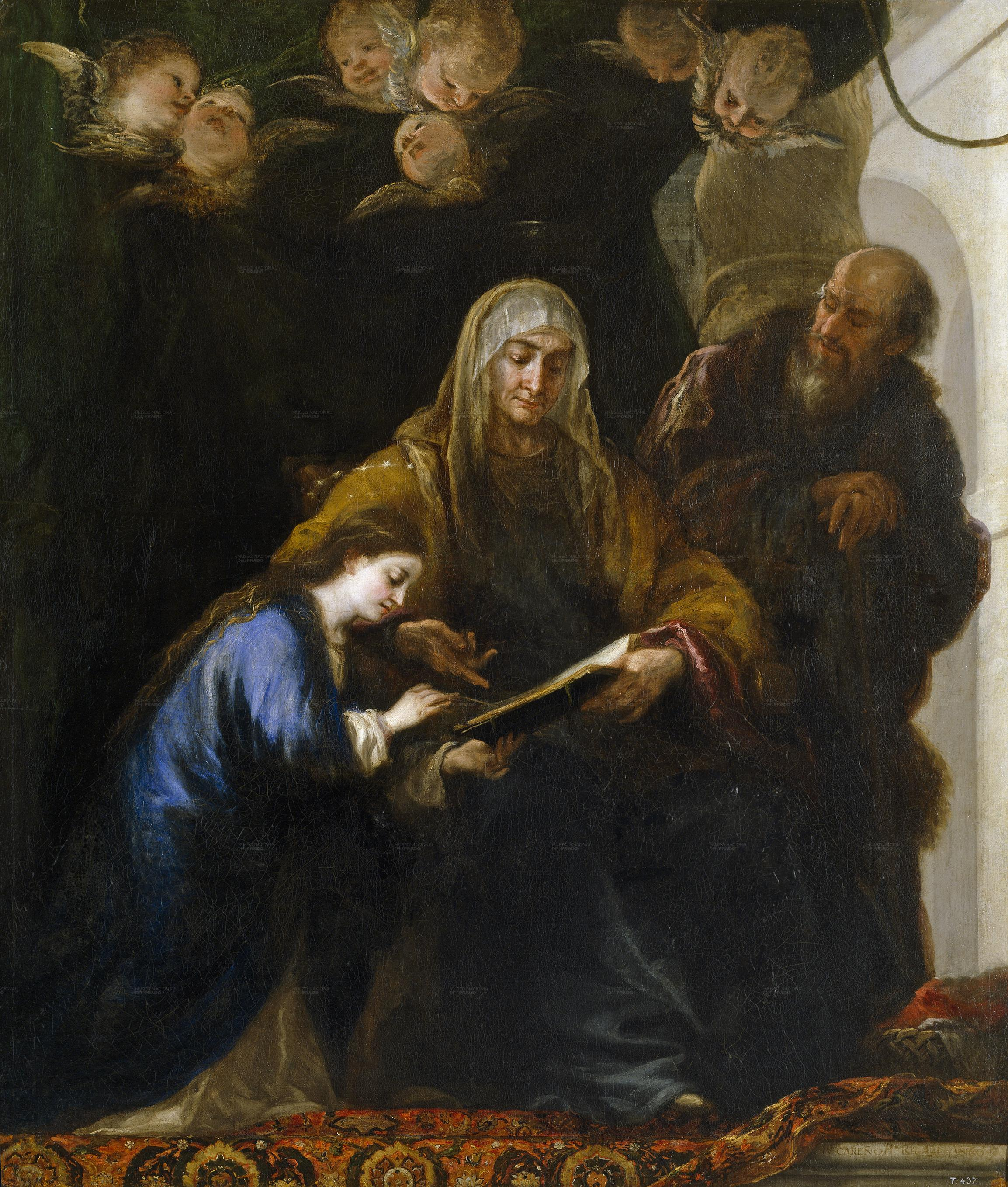
Juan Carreño de Miranda, 1676.
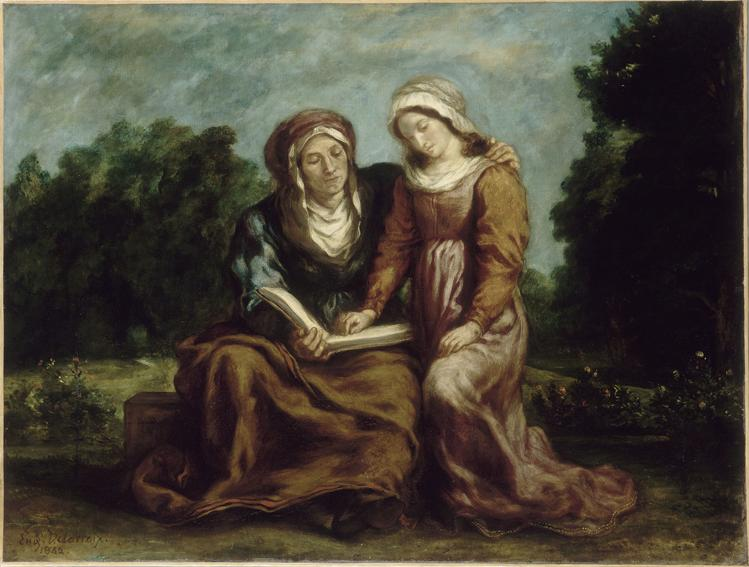
L'Éducation de la Vierge par Eugène Delacroix, 1842.
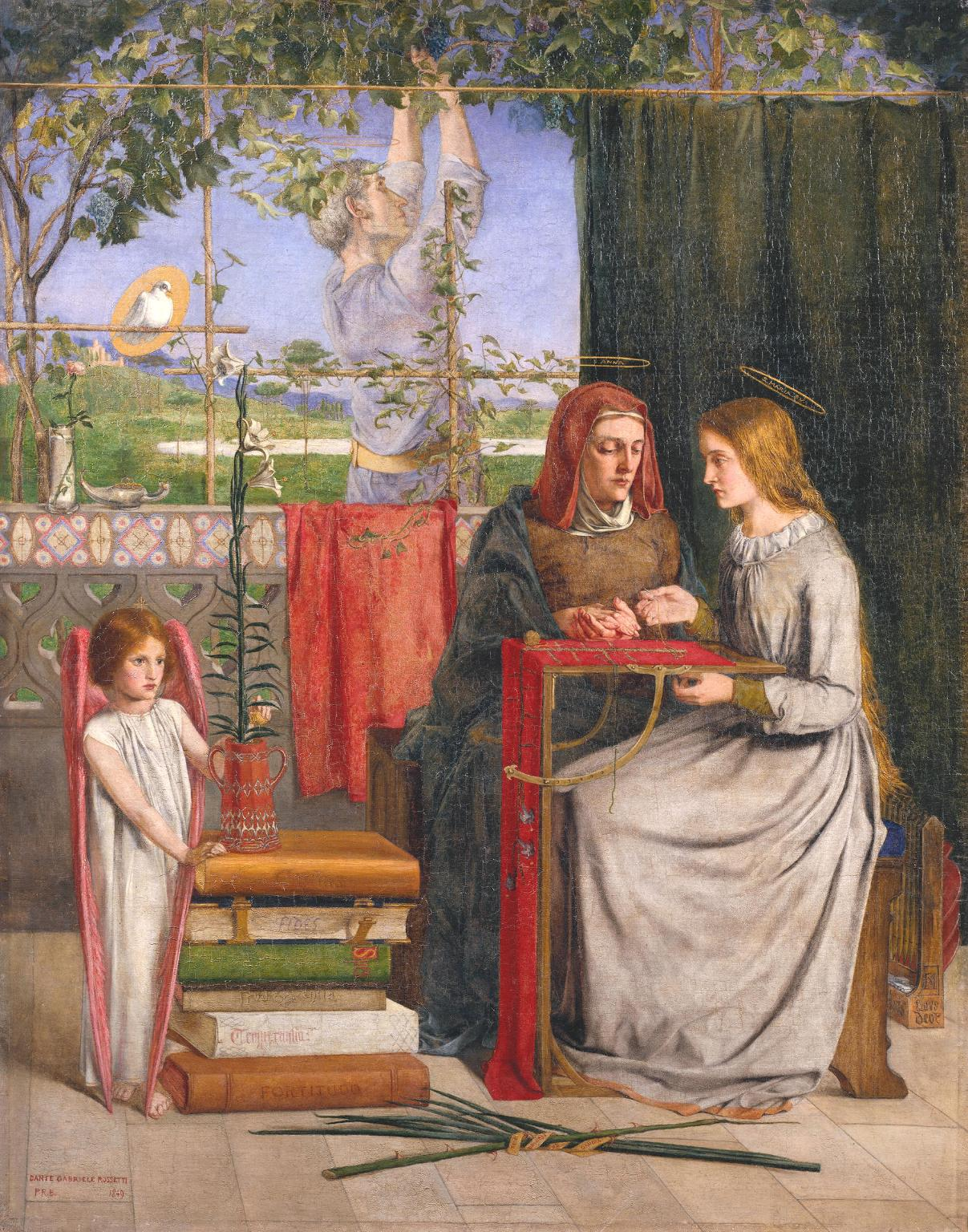
Dante Gabriel Rossetti, v. 1848.
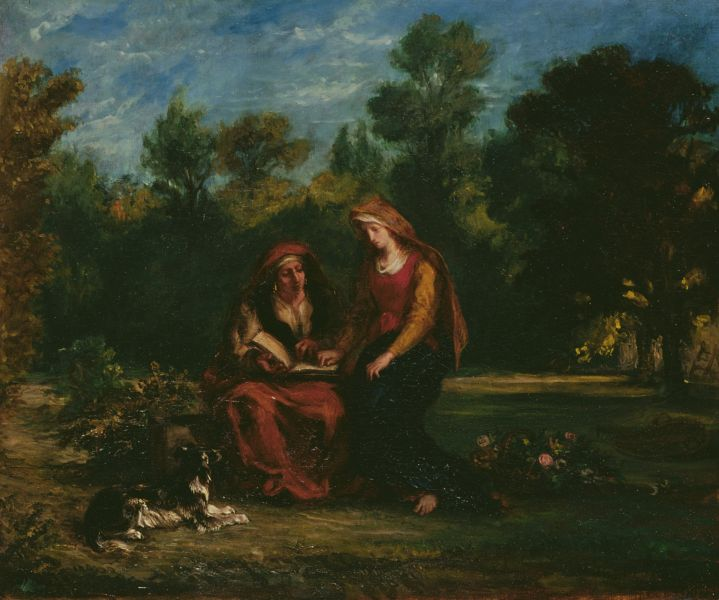
Eugène Delacroix, 1862.